# كلخ كلميمي
الكلخ الكلميمي (باللاتينية: Ferula gouliminensis) نوع نباتي يتبع جنس الكلخ من الفصيلة الخيمية. سمي نسبة إلى مدينة كلميم في المغرب.

## الموئل والانتشار
النبات واطن في المغرب العربي.